# 宇和島信用金庫
宇和島信用金庫（うわじましんようきんこ）は、愛媛県宇和島市に本店を置く信用金庫である。店舗は、宇和島市8、西予市1、南宇和郡愛南町1の計10店舗。
2018年度決算による自己資本比率は、8.00%。

## 沿革
- 1922年5月3日 - 宇和島信用購買組合として設立。
- 1952年5月 - 信用金庫法に基づく信用金庫に転換、宇和島信用金庫に改組。
- 2008年10月1日 - 信金大阪共同事務センターに加盟する四国内の10信用金庫において、ATM相互入出金手数料を完全無料化。
- 2021年5月17日 - この日から磁気の影響を受けにくい新しい通帳（Hi-Co通帳）を取扱開始した(Hi-Co通帳に対応していない信用金庫ATMではHi-Co通帳は使えない。)[2]。